# Power Rangers Cosmic Fury
Power Rangers Cosmic Fury es la trigésima y última temporada del programa de televisión estadounidense Power Rangers y la secuela directa de Power Rangers Dino Fury. Como parte de la celebración del final de la franquicia, la temporada se anunció el 28 de agosto de 2022 y se estrenó en Netflix el 29 de septiembre de 2023, debido a que se expiró el contrato de la franquicia con Nickelodeon.
Cosmic Fury utiliza como metraje principal a Uchū Sentai Kyuranger, con la diferencia que usa trajes nuevos con cascos modificados transferidos de Kishiryū Sentai Ryūsoulger, conservando solo el metraje de los Mechas de Kyuranger; además de usar algunos vestuarios de los monstruos de Dōbutsu Sentai Zyuohger y Kaitō Sentai Lupinranger VS Keisatsu Sentai Patranger. Es la segunda y última serie de televisión producida por Entertainment One luego de su adquisición por parte de Hasbro en 2019, antes de que se cambiara a Hasbro Entertainment. También cuenta con la participación de David Yost, quien volvió a interpretar nuevamente su papel de Billy Cranston después de su participación en las primeras cuatro temporadas de Power Rangers y recientemente en Mighty Morphin Power Rangers: Once & Always (el especial de 30 años de la serie original).
Cosmic Fury es la última temporada que se desarrolla en la continuidad original ya establecida por Mighty Morphin Power Rangers, ya que la franquicia tomó un descanso a finales del 2023 y está en discusión un futuro reboot por parte de Hasbro.

## Argumento
Lord Zedd, el antiguo emperador del mal quien luchó contra los Mighty Morphin en el pasado, regresa más poderoso que nunca ahora con su liberación y alianza con una malvada corporación tecnológica llamada Squid Ink Inc. Con un mismo objetivo de destruir a los Power Rangers y conquistar todo el universo, el equipo Dino Fury se embarca en una nueva y peligrosa aventura por el cosmos, dando por sí a una gran confrontación que se jugaría el destino del universo tras la captura de los Morphin Masters. Los Power Rangers, ahora ya con un nuevo gran arsenal, nuevos Morphers y nuevos Zords con poderes cósmicos, se embarcan ahora en una gran travesía siendo los únicos que deberán salvar el universo: ellos son los Power Rangers Cosmic Fury.

## Personajes

### Protagonistas
- Zayto/Dino Fury Red Ranger/Dino Fury Zenith Ranger/Cosmic Fury Zenith Ranger: El anterior Dino Fury Red Ranger, tras la reaparición de Zedd, los Morphin Masters le dan su magia para transformarlo en el Dino Fury Zenith Ranger tras su gran sacrificio por las Sporix. Ahora, con la llegada de Lord Zedd, renace como el Cosmic Fury Zenith Ranger, siendo un Rafkoniano recto y de un corazón puro, se une junto a la batalla con la magia de su Vara Maestro, pero guarda un secreto que podría destrozar a su equipo por completo.
- Amelia Jones/Dino Fury Pink Ranger/Cosmic Fury Red Ranger: Con un corazón hacia lo justo y lo puro, Amelia es inteligente y analítica, a pesar de su pasión por las investigaciones pananormales. Sin embargo, con la desaparición de Zayto, la transición de su novio Ollie a un Ranger malvado, y la pérdida de sus poderes Pink Dino Fury Ranger,  la Red de Mórfosis la escoge como la nueva líder y la nueva Dino Fury Red Ranger, debido a su carácter de liderazgo en momentos críticos, ella trata de encontrar la paz pese a todo. Su arma es el Martillo Ankylo. Es la tercera Red Ranger de la franquicia en ser una mujer y la tercera Ranger en ser la líder del equipo.
- Isabella "Izzy" García/Dino Fury Green Ranger/Cosmic Fury Green Ranger: Una atleta poco femenina, competitiva pero siempre se preocupa por los démas que por sí misma. Es la hermanastra de Javi y la novia de Fern. Ella en un principio se siente insegura después de que Fern se convirtiera en Ranger, pero ella entiende que no puede juzgarla por ser quien ella es. Sus armas son las Tiger Claw Daggers.
- Javier "Javi" Garcia/Dino Fury Black Ranger/Cosmic Fury Black Ranger: Es el hermanastro de Izzy y es un apasionado por la música. Pero desafortunadamente, pierde su brazo derecho durante su batalla contra Lord Zedd, pero logra recuperarse con un brazo biónico que, a pesar de su desgracia; sigue con su sueño de ser músico, ahora con una gran fuerza para manejar su Hacha Stego Spike.
- Aiyon/Dino Fury Gold Ranger/Cosmic Fury Gold Ranger: Es un extraterrestre de Raftkon, una persona despreocupada pero muy dedicada a ayudar a otros y en la gastronomía de su planeta. Dueño de una cafetería, es muy leal a sus amigos, ahnelando también reencontrarse con su viejo amigo Zayto. Él usa el Blaster Mosa Razor.
- Ollie Akana/Dino Fury Blue Ranger/Dino Fury Evil Blue Ranger/Cosmic Fury Blue Ranger: Hijo de la Dra Akana, hereda su inteligencia y su pensamiento crítico. Sin embargo, el novio de Amelia es rociado con un veneno que lo convierte en un ser malvado, con deseo de servir y cumplir las órdenes de Lord Zedd. Transformando del seguro Dino Fury Blue Ranger, al cruel Cosmic Fury Evil Blue Ranger, junto con su Blaster Tricera. Pero después de volver a la normalidad, vuelve a demostrar ser digno para ser el Cosmic Fury Blue Ranger.
- Fern/Cosmic Fury Orange Ranger: La novia de Izzy que acompaña a los Power Rangers por el espacio (por accidente se queda en la base-nave como polizón). Una chica valiente y soñadora que se arriesga por ayudar y proteger a otros. La Red la escoge como Ranger tras salvar a Solon y queda entrelazada con el ADN de Solon siendo la primera Ranger oficial con el color naranja. Ella trata de entender a Izzy que ella es útil como tanto como su novia, como Ranger, siendo una gran miembro entre sus filas. Ahora, derrota a los villanos junto a su Solon Claw, una lanza que también es un tridente y un nunchaku.

### Rangers Legendarios
- Billy Cranston/Migthy Morphin Blue Ranger: Dueño de Tecnologías Cranston y el legendario Mighty Morphin Blue Ranger, tras los acontecimientos de Once & Always, vuelve a viajar por el espacio, encontrándose al equipo Dino Fury, los apoya a donde más pueda, es inteligente y crea los Cosmic Morphers, al igual que los Orbes Cósmicos para ellos;  para derrotar a su viejo enemigo: Lord Zedd.
- Mick Kanic/Ninja Steel Red Ranger II: El mecánico y mentor de los Power Rangers Ninja Steel, quien ayuda al equipo Cosmic Fury. Proviene de la galaxia León, y tiene el poder de cambiar forma. Mick recupera sus poderes ninja en Zordnia tras pedírselos al Red Morphin Master para usar todos los refuerzos posibles para la batalla contra Zedd.
- Heckyl/Dino Charge Dark Ranger: Es un alienígena de otra dimensión. Proviene del planeta Sentai 6 y tras un lapso de tiempo después del final de Power Rangers Dino Charge obtiene poderes nuevos, con el poder del Espinosaurio, se vuelve un aliado y un espía importante para la resistencia en La Tierra.[Notas 1]

### Aliados
- Solon: es una cyborg Solonosaurus que posee conocimientos avanzados en cibernética y de máquinas. Ha apoyado a los Rangers desde millones de años como su mentora.
- Jane Fairview y J-Borg: Jane es la jefa de BuzzBlast mientras que J-Borg es una androide que ayuda a Jane en sus reportajes en contra del imperio de Lord Zedd.
- Warden y Rina Garcia: Son los padres de Javi e Izzy.
- Ed "Pop-Pop" Jones: Es un hombre de mantenimiento en Pine Ridge y abuelo de Amelia, quien lo cuida y es miembro de la Resistencia en contra Zedd.
- Tarrick: Un señor de la guerra del planeta Rafkon y líder de la Resistencia. Es un experto en armas y se preocupa por el bienestar de su familia.
- Mucus y Slyther: Ex villanos de la temporada anterior, dirigen un circo hasta que Zedd lo destruyó durante la invasión. Ahora trabajan con los Rangers para derrotar al emperador del mal.
- Dra. Lani Akana: La madre de Ollie, una científica que ahora reside en Japón para sus investigaciones.

### Villanos

#### Squid Ink Inc.
Es una megacorporación que crea armas para villanos en todo el universo, con fin de crear conflictos, robar las materías primas de los planetas, capitalizar el mercado de la industria de guerra y aumentar sus riquezas. Poseen monstruos extraterrestres que trabajan como mercenarios para la corporación.
- Lord Zedd: El emperador del Mal que luchó contra los Power Rangers hace 30 años y enemigo del mentor de los Mighty Morphin, Zordon. Regresa más poderoso, ahora con un ejército nuevo y con armas provenientes del contenedor que atrapó la energía de los "Morphin Masters". Su objetivo es destruir la paz en el universo que creó Zordon.
- Bajillia Naire: La mezquina CEO de la corporación, un calamar que odia a los pobres, a los chicos buenos y el fracaso. Importando más a sí misma, su reputación como directora y su alianza con Zedd.
- Squillia Naire: La hija malcriada de Bajillia, ella solo piensa en la moda, su fortuna y las redes sociales. Es despreocupada pero cuando se enfada, no duda en atacar a quien sea.
- Scrozzle: Un robot inventor y miedoso proveniente de una dimensión cibernetica y se enfrentó contra un equipo de Rangers energizado con el poder la bestia. Ayuda a Zedd en sus máquinas para derrotar a los Cosmic Fury.
- Inkworth: Un calamar mayordomo que siempre se autocritica y sirve a Squid Ink Inc., además de ser un guerrero que defiende a sus viles amos.
- Copyguards: Son guardaespaldas que poseen garrotes para golpear a sus enemigos y son usados como bazucas para disparar misiles. Sus nombres se deben a que pueden cambiar su apariencia cuando se vuelven gigantes.
- Zentinels: Son soldados de pies de Squid Ink Inc. Poseen Khopesh que también pueden disparar rayos. Ellos poseen dos tipos de rangos: Los trajes grises que son patrulleros y los trajes rojos que son los jefes del grupo.
- Squidladro (Squidrill): Son mecha gigantes que se pueden transformar en robot gigantes y las naves voladoras de la corporación para invadir planetas.

#### Otros
- Gusanos de Arenas (Scuttleworm): Son los habitantes nativos del planeta Erridus, que está kilómetros luz de la Vía Láctea. Son hóstiles y poseen un apetito voraz que comienzan desde su nacimiento como larvas.

## Reparto

### Protagonistas
- Amelia Jones: Hunter Deno
- Zayto: Russell Curry
- Ollie Akana: Kai Moya
- Izzy García: Tessa Rao
- Javi García: Chance Pérez
- Aiyon: Jordon Fite
- Fern: Jacqueline Joe
- Billy Cranston: David Yost

### Aliados
- Kelson Henderson: Mick Kanic
- Shavaughn Ruakere: Dra. Lani Akana
- Blair Strang: Warden Carlos García
- Josephine Davison: Solon
- Kira Josephson: Jane Fairview
- Victoria Abbott: J-Borg
- Greg Johnson: Pop-Pop Jones
- Jared Turner: Tarrick
- Ryan Carter: Heckyl
- Campbell Cooley: Slyther
- Torum Heng: Mucus

## Arsenal
- Cosmic Morpher: Creados por Billy, se requieren los orbes cósmicos para transformar los Rangers. Poseen apariencia de dinosaurio y tienen la capacidad de disparar rayo láser como blaster.
- Orbes Cósmicos: Fuente de poder de los Power Rangers, son esferas que contienen las almas de los dinosaurios enlazadas con la Red Morfosís.
- Ankylo Mazo: El arma personal de Amelia, capaz de golpear duro a los enemigos y crear ondas de choques al tocar el suelo.
- Vara Maestro: Es el bastón del Red Morphin Master hasta que le da a los Rangers antes de su captura. Se convierte en el arma de Zayto y puede conjurar hechizos mágicos a cambio de un gran sacrificio.
- Tiger Claw Daggers: Dos dagas que pueden arrañar a los enemigos y sirven como búmeran.
- Stego Spike Axe: El hacha que sirven tanto como arma como guitarra eléctrica para Javi.
- Mosa Razor Blaster: El arma personal de Aiyon que actuá como daga y también puede disparar un gran rayo láser.
- Stego Blaster Sword: Creado por Scrozzle para Cosmic Fury Evil Blue, puede disparar 3 disparos láseres y eliminar a sus objetivos. Ahora Ollie lo usará para el bien.
- Solon Claw: El arma personal de Fern, una lanza tridente que también es un nunchaku al separarlo con su cadena.
- Cosmic Blaster: Creado al juntar las armas personales de los Rangers (excepto la Vara Maestro) para disparar un potente ataque final.

## Zords
Hay un total de 11 zords: 2 principales y 9 auxiliares, cada uno con un orbe de su color.
- Zord León Cósmico: Un gigantesco zord rojo con tématica de la constelación Leo, se requiere 4 zords auxiliares para formar un Megazord y puede disparar cohetes explosivos.
- Zord Escorpión Cósmico: Un zord auxiliar anaranjado con tématica de la constelación Scorpio, puede lanzar un láser venenoso que debilita a los enemigos.
- Zord Lobo Cósmico: Un zord auxiliar azul con tématica de la constelación Lupus, puede dar duros golpes y posee garras para atacar.
- Zord Balanza Cósmica (Nombre no confirmado): Un zord auxiliar de color oro con tématica de la constelación Libra, puede transformar en un robot humanoide y posee dos platillos para atacar y defender.
- Zord Cobra Cósmico: Un zord auxiliar de color plateado con tématica de la constelación Ofiuco, puede transformar en un robot humanoide y posee colmillos para morder a los enemigos.
- Zord Camaleón Cósmico: Un zord auxiliar verde con tématica de la constelación Chamaeleon, puede disparar un látigo con su lengua.
- Zord Toro Cósmico: Un zord auxiliar negro con tématica de la constelación Taurus, posee un par de cuernos que puede derribar a los enemigos y tracción de tanque para avanzar en el camino.
- Zord Tiburón Cósmico: Un zord auxiliar amarillo con tématica de la constelación Dorado, posee una espada en su mandíbula que corta a los enemigos y lanzar ondas cortantes.
- Zord Águila Cósmica: Un zord auxiliar rosado con tématica de la constelación Aquila, puede crear plumas para despitar a los enemigos y usar sus alas para dañarlos aún más o con su rayo proveniente de su pico.
- Zords Osos Cósmicos: Zords auxiliares padre e hijos célestes con tématica de la constelación Osa mayor y la osa menor, el menor se puede desmontar  para atacar a los enemigos mientras el padre da duros ataques.
- Zord Dragón Cósmico: Un gigantesco zord violeta con tématica de la constelación Dragón, se requiere 2 zords auxiliares para formar un Megazord y puede canalizar energía morada de su cuerpo y su orbe.

### Megazords
- Cosmic Fury Megazord: Al combinar el Zord León Cósmico con dos zords auxiliares para los miembros superiores y otros dos para los miembros inferiores, acabarán contra cualquier amenaza gigantesca.
- Cosmic Dragon Megazord: Al combinar el Zord Dragón Cósmico con dos zords auxiliares para sus miembros superiores, pueden luchar contra cualquier amenaza gigantesca.
- Cosmic Fury Ultrazord: Al combinar los dos Megazords, se une 2 zords principales y 6 zords auxliares para destruir cualquier enemigo poderoso con su ultra blast.

## Producción
El 27 de agosto de 2022, Hasbro reveló que Simon Bennett, regresará para la tercera temporada en Cosmic Fury debido al buen recibimiento de Dino Fury, junto al elenco original.También se revela que las razones por la que no usaron los trajes y un poco del metraje de Kyuranger es debido a la gran cantidad de Rangers (12 protegonistas) y sería difícil crear historias basada en el número, el difícil moldeamiento de juguetes hechos por Hasbro, el uso del disñeo 3D para las peleas con Zords y por último, los trajes de Cosmic Fury son originales para su fácil producción al mercado de juguetes y porque poseen tématica de dinosaurios como las dos anteriores temporadas, a diferencia de su adaptación Sentai que tiene temas de animales. Dando como conclusión, una producción con ideas y metrajes originales para esta temporada.